# 47 (číslo)
Čtyřicet sedm je přirozené číslo. Následuje po číslu čtyřicet šest a předchází číslu čtyřicet osm. Řadová číslovka je čtyřicátý sedmý nebo sedmačtyřicátý. Římskými číslicemi se zapisuje XLVII.

## Matematika
Čtyřicet sedm je
- patnácté prvočíslo
- nejmenší číslo, které lze součtem tří různých prvočísel reprezentovat 9 způsoby (47 = 3+7+37 = 3+13+31 = 5+11+31 = 5+13+29 = 5+19+23 = 7+11+29 = 7+17+23 = 11+13+23 = 11+17+19)

## Chemie
- 47 je atomové číslo stříbra

## Ostatní
- AK-47 je útočná puška
- 47 je označení herního charakteru serie her Hitman
- +47 je mezinárodní telefonní předvolba Norska

## Roky
- 47
- 47 př. n. l.
- 1947